# Список птахів острова Норфолк
Це перелік видів птахів, зафіксованих на території острова Норфолк. Авіфауна острова Норфолк налічує загалом 186 видів, з них 6 видів є ендемічними.

## Позначки
Наступні теги використані для виділення деяких категорій птахів.
- (А) Випадковий — вид, який рідко або випадково трапляється на острові Норфолк
- (Е) Ендемічий — вид, який є ендеміком острова Норфолк
- (I) Інтродукований — вид, завезений на острів Норфолк як наслідок, прямих чи непрямих людських дій
- (Ex) Локально вимерлий — вид, який більше не трапляється на острові Норфолк, хоча його популяції існують в інших місцях
- (Ext) Вимерлий — вид, який мешкав на острові Норфолк, однак повністю вимер

## Гусеподібні(Anseriformes)
Родина: Качкові (Anatidae)
- Свистач австралійський, Dendrocygna eytoni
- Гуска сіра, Anser anser (I)
- Лебідь чорний, Cygnus atratus (A)
- Галагаз австралійський, Tadorna tadornoides (A)
- Широконіска північна, Spatula clypeata (A)
- Крижень австралійський, Anas superciliosa
- Крижень звичайний, Anas platyrhynchos (I)
- Чирянка світлогорла, Anas gracilis (A)
- Чернь австралійська, Aythya australis  (A)

## Куроподібні(Galliformes)
Родина: Токрові (Odontophoridae)
- Перепелиця каліфорнійська Callipepla californica (I)

Родина: Фазанові (Phasianidae)
- Курка банківська, Gallus gallus (I)

## Пірникозоподібні(Podicipediformes)
Родина: Пірникозові (Podicipedidae)
- Пірникоза австралійська, Tachybaptus novaehollandiae (A)

## Голубоподібні(Columbiformes)
Родина: Голубові (Columbidae)
- Голуб сизий, Columba livia (I)
- Chalcophaps longirostris (A)
- Голуб норфолцький, Pampusana norfolkensis (E) (Ext)
- Тілопо королівський, Ptilinopus regina (A)
- Пінон австралійський, Ducula spilorrhoa
- Lopholaimus antarcticus
- Пінон новозеландський, Hemiphaga novaeseelandiae (Ex)

## Зозулеподібні(Cuculiformes)
Родина: Зозулеві (Cuculidae)
- Коель новозеландський, Urodynamis taitensis
- Зозуля-велет, Scythrops novaehollandiae (A)
- Дідрик смугастощокий, Chrysococcyx lucidus
- Зозуля бліда, Cacomantis pallidus (A)
- Кукавка віялохвоста, Cacomantis flabelliformis (A)
- Зозуля сибірська, Cuculus optatus (A)

## Серпокрильцеподібні(Apodiformes)
Родина: Серпокрильцеві (Apodidae)
- Колючохвіст білогорлий, Hirundapus caudacutus (A)
- Серпокрилець сибірський, Apus pacificus (A)

## Журавлеподібні(Gruiformes)
Родина: Пастушкові (Rallidae)
- Пастушок смугастий, Hypotaenidia philippensis
- Лиска звичайна, Fulica atra (A)
- Султанка австралійська, Porphyrio melanotus
- Погонич австралійський, Zapornia tabuensis

## Сивкоподібні(Charadriiformes)
Родина: Чоботарові (Recurvirostridae)
- Кулик-довгоніг строкатий, Himantopus leucocephalus (A)
- Чоботар австралійський, Recurvirostra novaehollandiae (A)

Родина: Куликосорокові (Haematopodidae)
- Кулик-сорока довгодзьобий, Haematopus longirostris (A)
- Кулик-сорока новозеландський, Haematopus finschi (A)

Родина: Сивкові (Charadriidae)
- Сивка бурокрила, Pluvialis fulva
- Чайка білошия, Vanellus miles (A)
- Пісочник монгольський, Charadrius mongolus
- Пісочник товстодзьобий, Charadrius leschenaultii
- Пісочник рудоволий, Charadrius bicinctus
- Пісочник великий, Charadrius hiaticula (A)
- Пісочник довгоногий, Charadrius veredus (A)

Родина: Баранцеві (Scolopacidae)
- Кульон аляскинський, Numenius tahitiensis (A)
- Кульон середній, Numenius phaeopus
- Кульон-крихітка, Numenius minutus (A)
- Кульон східний, Numenius madagascariensis (A)
- Грицик малий, Limosa lapponica
- Грицик великий, Limosa limosa (A)
- Грицик канадський, Limosa haemastica (A)
- Крем'яшник звичайний, Arenaria interpres
- Побережник ісландський, Calidris canutus
- Побережник гострохвостий, Calidris acuminata
- Побережник червоногрудий, Calidris ferruginea
- Tringa incana
- Побережник білий, Calidris alba
- Побережник арктичний, Calidris melanotos (A)
- Баранець японський, Gallinago hardwickii (A)
- Мородунка, Xenus cinereus
- Набережник палеарктичний, Actitis hypoleucos (A)
- Коловодник попелястий, Tringa brevipes
- Коловодник аляскинський, Tringa incana
- Коловодник великий, Tringa nebularia
- Коловодник ставковий, Tringa stagnatilis

Родина: Дерихвостові (Glareolidae)
- Дерихвіст забайкальський, Glareola maldivarum (A)

Родина: Поморникові (Stercorariidae)
- Поморник антарктичний, Stercorarius maccormicki (A)
- Поморник фолклендський, Stercorarius antarcticus (A)
- Поморник середній, Stercorarius pomarinus (A)
- Поморник короткохвостий, Stercorarius parasiticus (A)
- Поморник довгохвостий, Stercorarius longicaudus (A)

Родина: Мартинові (Laridae)
- Мартин австралійський, Chroicocephalus novaehollandiae (A)
- Leucophaeus atricilla (A)
- Мартин домініканський, Larus dominicanus (A)
- Крячок бурий, Anous stolidus
- Крячок атоловий, Anous minutus
- Крячок сірокрилий, Anous albivitta
- Крячок білий, Gygis alba
- Крячок строкатий, Onychoprion fuscatus
- Крячок бурокрилий, Onychoprion anaethetus
- Крячок малий, Sternula albifrons (A)
- Крячок австралійський, Sternula nereis (A)
- Крячок білокрилий, Chlidonias leucopterus (A)
- Крячок білощокий, Chlidonias hybrida (A)
- Крячок рожевий, Sterna dougallii
- Крячок білолобий, Sterna striata (A)
- Крячок жовтодзьобий, Thalasseus bergii (A)

## Фаетоноподібні(Phaethontiformes)
Родина: Фаетонові (Phaethontidae)
- Фаетон білохвостий, Phaethon lepturus (A)
- Фаетон червонохвостий, Phaethon rubricauda

## Буревісникоподібні(Procellariiformes)
Родина: Альбатросові (Diomedeidae)
- Альбатрос індоокеанський, Thalassarche carteri
- Альбатрос сірощокий, Thalassarche cauta
- Альбатрос чатемський, Thalassarche eremita (A)
- Альбатрос чорнобровий, Thalassarche melanophris (A)
- Альбатрос мандрівний, Diomedea exulans (A)
- Альбатрос гавайський, Phoebastria immutabilis (A)

Родина: Океанникові (Oceanitidae)
- Океанник Вільсона, Oceanites oceanicus (A)
- Океанник білобровий, Pelagodroma marina (Ex)
- Фрегета білочерева, Fregetta grallaria
- Фрегета чорночерева, Fregetta tropica
- Океанник білогорлий, Nesofregetta fuliginosa (A)

Родина: Буревісникові (Procellariidae)
- Буревісник гігантський, Macronectes giganteus (A)
- Буревісник велетенський, Macronectes halli
- Пінтадо, Daption capense
- Тайфунник північний, Pterodroma gouldi (A)
- Тайфунник кермадецький, Pterodroma neglecta
- Тайфунник Соландра, Pterodroma solandri
- Тайфунник Піла, Pterodroma inexpectata (A)
- Тайфунник макаулійський, Pterodroma cervicalis
- Тайфунник австралійський, Pterodroma nigripennis
- Тайфунник Кука, Pterodroma cookii (A)
- Тайфунник білолобий, Pterodroma leucoptera (A)
- Тайфунник коротконогий, Pterodroma brevipes (A)
- Тайфунник кліфовий, Pterodroma pycrofti (A)
- Тайфунник вануатський, Pterodroma occulta (A)
- Пріон сніжний, Pachyptila turtur (A)
- Пріон тонкодзьобий, Pachyptila belcheri
- Тайфунник таїтійський, Pseudobulweria rostrata (A)
- Буревісник білогорлий, Procellaria aequinoctialis (A)
- Буревісник чорний, Procellaria parkinsoni
- Буревісник світлоногий, Ardenna carneipes
- Буревісник клинохвостий, Ardenna pacifica
- Буревісник Бюлера, Ardenna bulleri
- Буревісник сивий, Ardenna grisea (A)
- Буревісник тонкодзьобий, Ardenna tenuirostris (A)
- Буревісник молокайський, Puffinus newelli (A)
- Буревісник австралійський, Puffinus gavia
- Буревісник-крихітка каприкорновий, Puffinus assimilis
- Пуфінур великий, Pelecanoides urinatrix

## Сулоподібні(Suliformes)
Родина: Фрегатові (Fregatidae)
- Фрегат-арієль, Fregata ariel
- Фрегат тихоокеанський, Fregata minor

Родина: Сулові (Sulidae)
- Сула жовтодзьоба, Sula dactylatra
- Сула білочерева, Sula leucogaster
- Сула червононога, Sula sula (A)
- Сула австралійська, Morus serrator

Родина: Бакланові (Phalacrocoracidae)
- Баклан строкатий, Microcarbo melanoleucos (A)
- Баклан великий, Phalacrocorax carbo (A)
- Баклан індонезійський, Phalacrocorax sulcirostris (A)

## Пеліканоподібні(Pelecaniformes)
Родина: Пеліканові (Pelecanidae)
- Пелікан австралійський, Pelecanus conspicillatus (A)

Родина: Чаплеві (Ardeidae)
- Чапля білошия, Ardea pacifica'` (A)
- Чепура велика, Ardea alba (A)
- Чепура середня, Ardea intermedia (A)
- Чепура австралійська, Egretta novaehollandiae
- Чепура мала, Egretta garzetta (A)
- Чапля єгипетська, Bubulcus ibis (A)

Родина: Ібісові (Threskiornithidae)
- Коровайка бура, Plegadis falcinellus
- Ібіс молуцький, Threskiornis molucca (A)
- Ібіс австралійський, Plegadis falcinellus (A)
- Косар королівський, Platalea regia (A)
- Косар жовтодзьобий, Platalea flavipes (A)

## Яструбоподібні(Accipitriformes)
Родина: Яструбові (Accipitridae)
- Circus approximans
- Яструб бурий, Accipiter fasciatus (A)

## Совоподібні(Strigiformes)
Родина: Сипухові (Tytonidae)
- Сипуха крапчаста, Tyto alba (A)

Родина: Совові (Strigidae)
- Морепорк, Ninox novaeseelandiae

## Сиворакшоподібні(Coraciiformes)
Родина: Рибалочкові (Alcedinidae)
- Альціон лісовий, Todiramphus macleayii (A)
- Альціон священний, Todiramphus sanctus

Родина: Сиворакшові (Coraciidae)
- Широкорот східний, Eurystomus orientalis (A)

## Соколоподібні(Falconiformes)
Родина: Соколові (Falconidae)
- Боривітер австралійський, Falco cenchroides

## Папугоподібні(Psittaciformes)
Родина: Nestoridae
- Нестор скельний, Nestor productus (E) (Ext)

Родина: Psittaculidae
- Какарікі норфолцький, Cyanoramphus cookii (E)
- Розела червона, Platycercus elegans (I)
- Лорікет зеленоголовий, Trichoglossus chlorolepidotus (A)

## Горобцеподібні(Passeriformes)
Родина: Шиподзьобові (Acanthizidae)
- Ріроріро острівний, Gerygone modesta (E)

Родина: Личинкоїдові (Campephagidae)
- Шикачик масковий, Coracina novaehollandiae (A)

Родина: Свистунові (Pachycephalidae)
- Свистун золотистий, Pachycephala pectoralis

Родина: Ланграйнові (Artamidae)
- Ланграйн масковий, Artamus personatus (A)
- Ланграйн білобровий, Artamus superciliosus (A)

Родина: Віялохвісткові (Rhipiduridae)
- Віялохвістка сиза, Rhipidura albiscapa

Родина: Тоутоваєві (Petroicidae)
- Тоутоваї острівний, Petroica multicolor (E)

Родина: Ластівкові (Hirundinidae)
- Ластівка австралійська, Hirundo neoxena

Родина: Окулярникові (Zosteropidae)
- Окулярник сивоспинний, Zosterops lateralis
- Окулярник тонкодзьобий, Zosterops tenuirostris (E)

Родина: Шпакові (Sturnidae)
- Шпак звичайний, Sturnus vulgaris (I)

Родина: Дроздові (Turdidae)
- Дрізд співочий, Turdus philomelos (I)
- Дрізд чорний, Turdus merula (I)

Родина: Горобцеві (Passeridae)
- Горобець хатній, Passer domesticus (I)

Родина: В'юркові (Fringillidae)
- Зяблик звичайний, Fringilla coelebs (A)
- Зеленяк звичайний, Chloris chloris (I)
- Чечітка звичайна, Acanthis flammea (I)
- Чечітка мала,  Acanthis cabaret (I)
- Щиглик звичайний, Carduelis carduelis (I)